# Béatrice van Bourbon-Sicilië

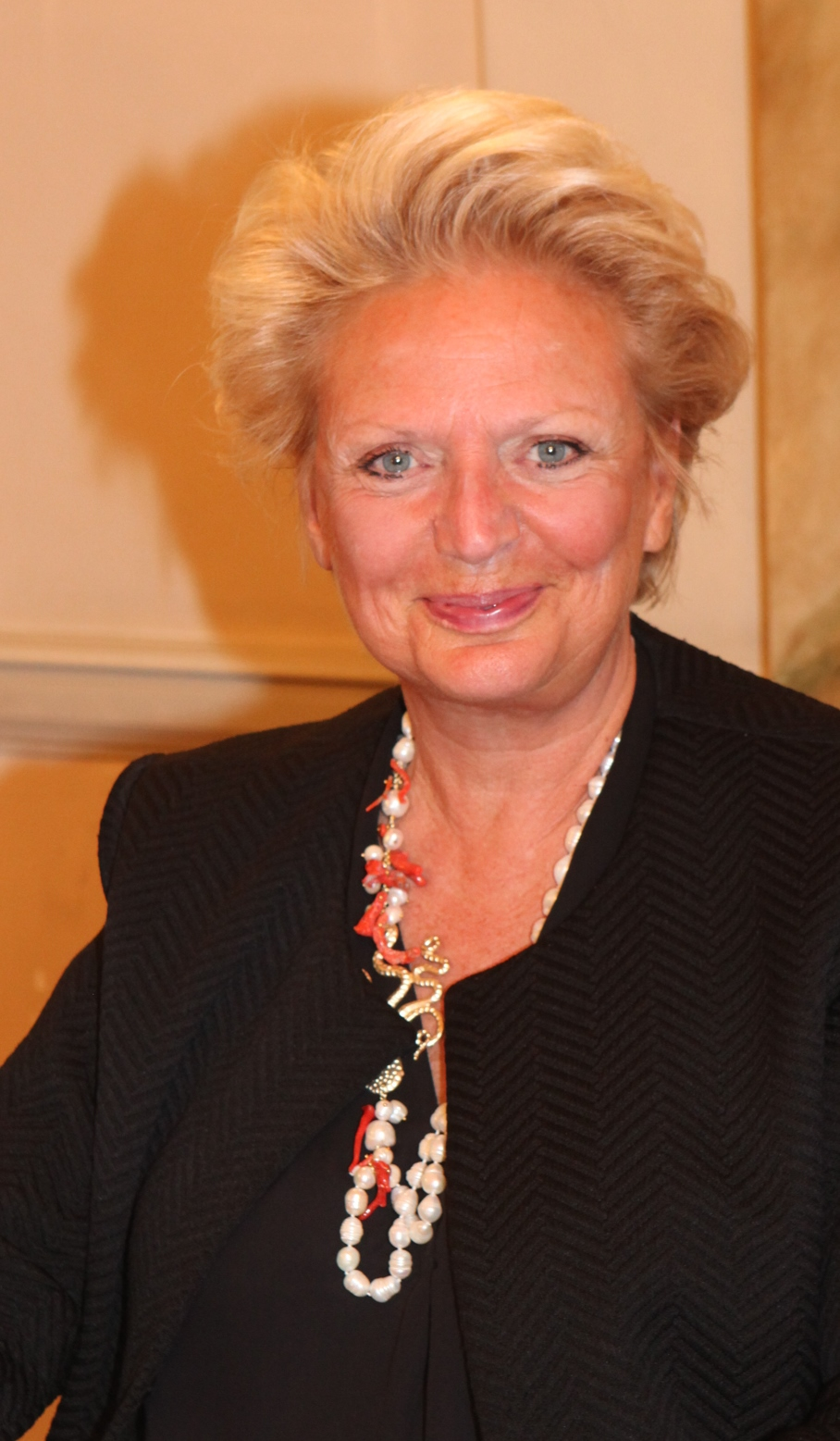

Béatrice Marie Caroline Louise Françoise van Bourbon-Sicilië (Saint-Raphaël (Var), 16 juni 1950) is een prinses uit het Huis der Beide Siciliën.
Zij is de oudste kind van Ferdinando van Bourbon-Sicilië en Chantal de Chevron-Villette. Haar vader was een van de twee individuen die claimden hoofd van het huis Bourbon-Sicilië te zijn. Zij trouwde op 19 december 1978 met Charles Napoléon, een zoon van Lodewijk Napoléon en Alix de Foresta. Het paar kreeg twee kinderen:
- Caroline Marie-Constance Napoléon Bonaparte (24 oktober 1980)
- Jean-Christophe Napoléon Bonaparte (11 juli 1986)

In 1989 scheidde het koppel. Charles' vader was - mede - hierover zo ontstemd dat hij zijn zoon onterfde en zijn oudste kleinzoon, Jean-Christophe, aanwees bij testament als zijn opvolger als hoofd van het keizerlijk huis.